# (11011) KIAM
(11011) KIAM (1981 UK11) – planetoida z pasa głównego asteroid okrążająca Słońce w ciągu 3,72 lat w średniej odległości 2,4 j.a. Odkryta 22 października 1981 roku.